# Morimus asper funereus
Morimus asper funereus es una subespecie de escarabajo longicornio perteneciente al género Morimus, categorizada en la tribu Lamiini, de la subfamilia Lamiinae. Fue descrita por Mulsant en 1862.
El período de actividad en los ejemplares adultos se presenta desde abril hasta agosto.

## Descripción
Mide 16-38 mm de longitud.

## Distribución
Se distribuye por Albania, Austria, Bosnia y Herzegovina, Bulgaria, Croacia, Grecia, Hungría, Italia, Macedonia, Moldavia, Polonia, Rumania, Serbia, Eslovaquia, Eslovenia, Suiza, Chequia, Turquía y Ucrania.